# Gernot Duda

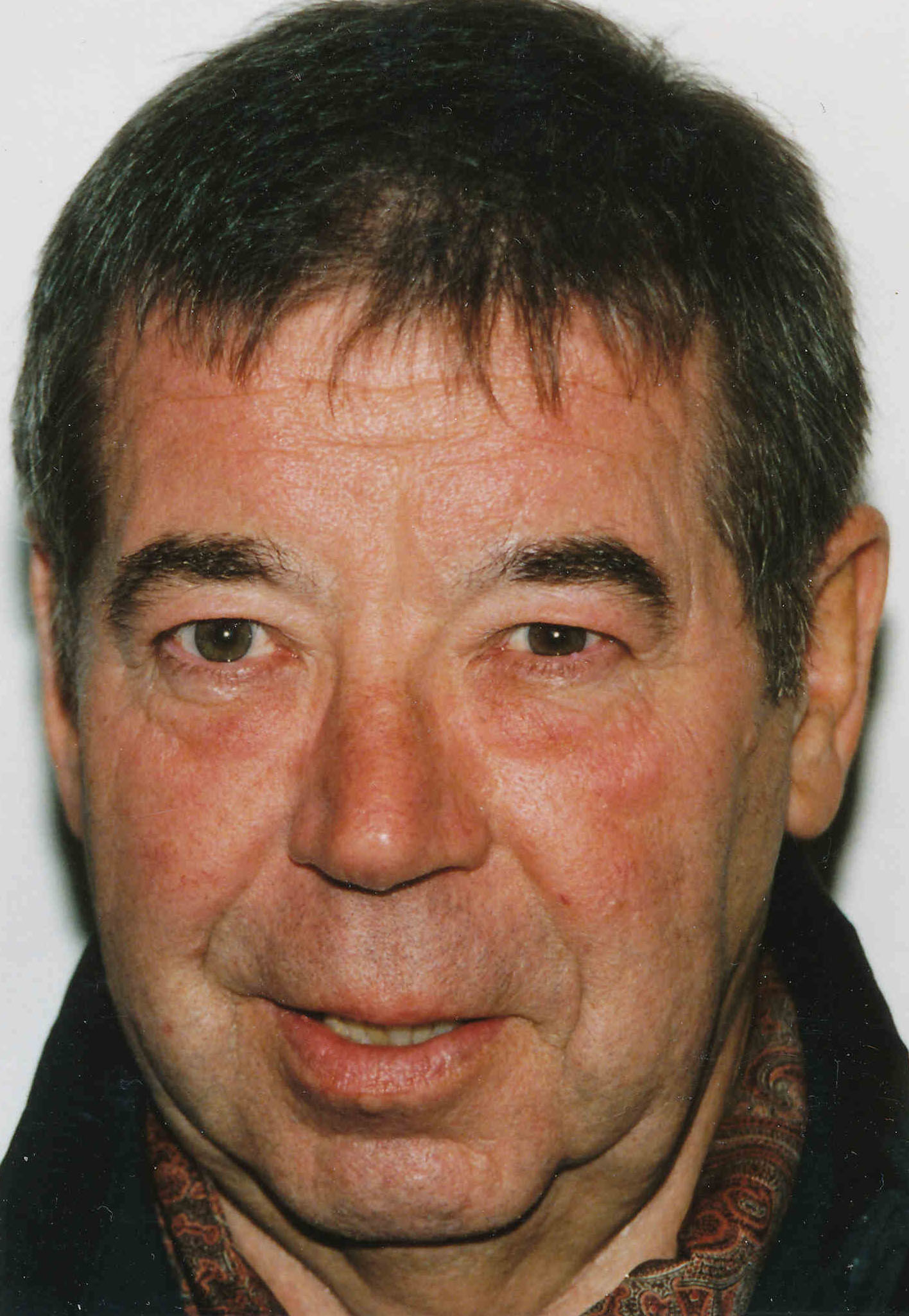
Gernot Duda (Datum unbek.)

Gernot Duda (* 13. Mai 1928 in Chrosczütz, Landkreis Oppeln, Oberschlesien; † 18. Dezember 2004 in München) war ein deutscher Synchronsprecher sowie Theater- und Filmschauspieler.

## Leben
Duda wuchs im damals deutschen Schlesien auf. Bevor er in München Schauspiel- und Gesangsunterricht nahm, hatte er Theaterwissenschaft und Germanistik studiert. Sein erstes Engagement erhielt er vom Stadttheater Ingolstadt. Es folgten weitere Theaterrollen, ehe er für den Kinofilm entdeckt wurde. Bekannt wurde Duda aber durch Nebenrollen in hunderten von Fernsehproduktionen. Im Jahr 1961 spielte er an der Seite von Klaus Kinski und Helmut Qualtinger in dem von Peter Zadek inszenierten Stück Die Kurve nach Tankred Dorst eine der drei Hauptrollen.
Im Synchronstudio sprach Gernot Duda die deutschen Stimmen von Charles Bronson und Yul Brynner. In der Zeichentrickserie Wickie und die starken Männer lieh er der Figur Faxe seine Stimme, in Disneys Gummibärenbande hörte man ihn als Tummi Gummi. Bei den Simpsons synchronisierte er Barney Gumble, Horatio McCallister, Hans Maulwurf und in der ersten Staffel Clancy Wiggum. Für den James-Bond-Film Leben und Sterben lassen synchronisierte er den einarmigen Bösewicht Tee Hee, dargestellt von Julius W. Harris. In der Zeichentrickserie Transformers G1 synchronisierte er die Stimme von Megatron.
Gernot Duda lieh seine dunkle Stimme auch dem Wikinger Faxe in der Zeichentrickserie Wickie und die starken Männer.

## Persönliches
Gernot Duda, der Vater von Alexander Duda und Solveig Duda, starb am 18. Dezember 2004 in München im Alter von 76 Jahren und fand seine letzte Ruhestätte auf dem Friedhof im oberbayerischen Utting am Ammersee.

## Theater
- Stadttheater Ingolstadt
- Freie Volksbühne Berlin
- Fritz-Rémond-Theater im Frankfurter Zoogesellschaftshaus

## Filmografie (Auswahl)
Kino
- 1955: Es geschah am 20. Juli
- 1959: Menschen im Netz
- 1960: Das schwarze Schaf
- 1960: Brücke des Schicksals
- 1960: Der Schleier fiel…
- 1961: Eins, zwei, drei (One, Two, Three)
- 1961: Schlagerparade 1961
- 1961: Stadt ohne Mitleid (Town Without Pity)
- 1962: Max, der Taschendieb
- 1964: Kennwort: Reiher
- 1964: Die drei Scheinheiligen
- 1975: Der Geheimnisträger
- 1982: Gib Gas – Ich will Spaß
- 1985: Big Mäc
- 1985: Marie Ward – Zwischen Galgen und Glorie

Fernsehen
- 1961: Zu viele Köche (Krimi-Mehrteiler)
- 1961: Die Kurve
- 1962: Die Höhlenkinder
- 1963: Der Arzt am Scheidewege
- 1963: Den Tod in der Hand
- 1963–1967: Fernfahrer
- 1963: Interpol greift ein! (Fernsehserie)
  - Der Trick mit dem Schlüssel
  - Ich war Cicero
- 1963: Detective Story – Polizeirevier 21
- 1964: Das Kriminalmuseum: Akte Dr. W.
- 1964: Der Nachtkurier meldet … – Im letzten Augenblick
- 1964: Die fünfte Kolonne – Zwei Pistolen
- 1964: Tod um die Ecke
- 1965: Zeitsperre
- 1965: Der Nachtkurier meldet … (Fernsehserie)
  - Handgranaten: Bahnsteig 11
  - Vor Wieland wird gewarnt
- 1966: Die seltsamen Methoden des Franz Josef Wanninger – Rivalitäten
- 1969: Tausendundeine Nacht
- 1969: Der Schelm von Istanbul
- 1969: Der Kommissar – Die Waggonspringer
- 1970: Das Chamäleon
- 1970: Die seltsamen Methoden des Franz Josef Wanninger – Herrn Bükösis Geschäfte
- 1971: Die gefälschte Göttin
- 1971: Tatort: Kressin und der Laster nach Lüttich
- 1973: Okay S.I.R. – Schutzengel
- 1975: Bitte keine Polizei – Oma Treller
- 1976: Freiwillige Feuerwehr
- 1976: Eurogang: Der Helfer
- 1976: Taxi 4012
- 1977: Mulligans Rückkehr
- 1983: Eine Liebe in Deutschland
- 1987: Die Krimistunde (Fernsehserie, Folge 29, Episode: „Vermißtmeldung“)
- 1988: Der Alte – (Folge 127: Eiskalt geplant)
- 1993: Der Bergdoktor: Fluchthilfe
- 1998: Der Bulle von Tölz: Berg der Begierden
- 1999: Wilder Kaiser
- 1999: Dr. Stefan Frank – Der Arzt, dem die Frauen vertrauen – Die Macht der Gedanken
- 2001: Jenny & Co.
- 2002: Lindenstraße – Drei auf einem Rad
- Gastauftritte in Forsthaus Falkenau, Derrick und im Tatort

## Hörbücher und Hörspiele (Auswahl)
- 1961: Georges Simenon: Maigret und die Bohnenstange. Bearbeitung: Gert Westphal; Regie: Heinz-Günter Stamm. BR. Veröffentlichung: Der Audio Verlag 2005.
- 1974: Pierre Frachet: Abélard und Héloise – Regie: Otto Kurth (Kriminalhörspiel – SDR)
- 1977: Karel Čapek: R.U.R. – Aufstand der Roboter – Regie: Ferry Bauer(Hörspielbearbeitung, Science-Fiction-Hörspiel – ORF Oberösterreich)
- 1981: Gerhart Hauptmann: Fuhrmann Henschel – Regie: Ferry Bauer (Hörspielbearbeitung – ORF Oberösterreich)
- Arno Simon, Gernot Duda: Schlesisches Himmelreich – Vergniegliches aus der Heemte..! Simon Records, 2011